# Mezistátní utkání české hokejové reprezentace v sezóně 1994/1995
Mezistátních utkání české hokejové reprezentace v sezóně 1994/1995 bylo celkem 27 (včetně jednoho neoficiálního) s celkovou bilancí 17 vítězství, 3 remízy a 10 porážek. Oficiální zápasy: po 3 přátelských utkáních odehrála reprezentace 3 zápasy na Pragobanka Cupu 1994, poté 2 zápasy na Deutschland Cupu 1994, 4 utkání na Ceně Izvestijí 1994, 3 na Švédských hokejových hrách 1995. Následovaly další 3 přátelské zapasy s Německem a 8 zápasů na Mistrovství světa 1995.

## Přehled mezistátních zápasů
| Pořadí | Datum        |       | Výsledek              | Soupeř    | Soutěž                       | Místo utkání |
| ------ | ------------ | ----- | --------------------- | --------- | ---------------------------- | ------------ |
| 1209.  | 27. 8. 1994  | Česko | 3 : 2 (0:1, 1:0, 2:1) | Německo   | přátelsky                    | Liberec      |
| 1210.  | 28. 8. 1994  | Česko | 2 : 2 (1:1, 0:0, 1:1) | Německo   | přátelsky                    | Děčín        |
| 1211.  | 30. 8. 1994  | Česko | 7 : 4 (3:1, 3:1, 1:2) | Slovensko | přátelsky                    | Bratislava   |
| 1212.  | 1. 9. 1994   | Česko | 5 : 3 (3:2, 1:1, 1:0) | Rusko     | Pragobanka Cup 1994          | Zlín         |
| 1213.  | 3. 9. 1994   | Česko | 7 : 0 (3:0, 3:0, 1:0) | Slovensko | Pragobanka Cup 1994          | Zlín         |
| 1214.  | 4. 9. 1994   | Česko | 4 : 4 (1:1, 0:1, 3:2) | Švédsko   | Pragobanka Cup 1994          | Zlín         |
| 1215.  | 4. 11. 1994  | Česko | 3 : 2 (0:0, 1:1, 2:1) | Finsko    | Deutschland Cup 1994         | Stuttgart    |
| 1216.  | 6. 11. 1994  | Česko | 4 : 3 (0:1, 0:1, 4:1) | Slovensko | Deutschland Cup 1994         | Stuttgart    |
| 1217.  | 16. 12. 1994 | Česko | 5 : 0 (2:0, 1:0, 2:0) | Norsko    | Cena Izvestijí 1994          | Moskva       |
| 1218.  | 17. 12. 1994 | Česko | 6 : 3 (1:1, 4:2, 1:0) | Švýcarsko | Cena Izvestijí 1994          | Moskva       |
| 1219.  | 18. 12. 1994 | Česko | 3 : 2 (0:0, 2:0, 1:2) | Švédsko   | Cena Izvestijí 1994          | Moskva       |
| 1220.  | 20. 12. 1994 | Česko | 0 : 1 (0:1, 0:0, 0:0) | Rusko     | Cena Izvestijí 1994          | Moskva       |
| 1221.  | 9. 2. 1995   | Česko | 4 : 4 (1:2, 1:1, 2:1) | Rusko     | Švédské hokejové hry 1995    | Stockholm    |
| 1222.  | 10. 2. 1995  | Česko | 1 : 3 (0:2, 1:0, 0:1) | Švédsko   | Švédské hokejové hry 1995    | Stockholm    |
| 1223.  | 12. 2. 1995  | Česko | 3 : 1 (1:1, 1:0, 1:0) | Kanada    | Švédské hokejové hry 1995    | Stockholm    |
| 1224.  | 14. 4. 1995  | Česko | 4 : 0 (1:0, 1:0, 2:0) | Kanada    | přátelsky                    | Praha        |
| 1225.  | 18. 4. 1995  | Česko | 2 : 3 (1:0, 1:1, 0:2) | Švédsko   | přátelsky                    | Litvínov     |
| 1226.  | 19. 4. 1995  | Česko | 3 : 2 (0:2, 1:0, 2:0) | Švédsko   | přátelsky                    | Praha        |
| 1227.  | 23. 4. 1995  | Česko | 3 : 0 (1:0, 0:0, 2:0) | Finsko    | Mistrovství světa 1995 (ZS)  | Stockholm    |
| 1228.  | 26. 4. 1995  | Česko | 5 : 2 (3:0, 0:2, 2:0) | Rakousko  | Mistrovství světa 1995 (ZS)  | Stockholm    |
| 1229.  | 27. 4. 1995  | Česko | 2 : 4 (0:0, 0:2, 2:2) | USA       | Mistrovství světa 1995 (ZS)  | Stockholm    |
| 1230.  | 29. 4. 1995  | Česko | 3 : 1 (1:0, 1:1, 1:0) | Norsko    | Mistrovství světa 1995 (ZS)  | Stockholm    |
| 1231.  | 30. 4. 1995  | Česko | 1 : 2 (1:0, 0:2, 0:0) | Švédsko   | Mistrovství světa 1995 (ZS)  | Stockholm    |
| 1232.  | 3. 5. 1995   | Česko | 2 : 0 (1:0, 0:0, 1:0) | Rusko     | Mistrovství světa 1995 (ČTF) | Stockholm    |
| 1233.  | 5. 5. 1995   | Česko | 0 : 3 (0:1, 0:0, 0:2) | Finsko    | Mistrovství světa 1995 (SMF) | Stockholm    |
| 1234.  | 6. 5. 1995   | Česko | 1 : 4 (1:1, 0:2, 0:1) | Kanada    | Mistrovství světa 1995 (O3M) | Stockholm    |

## Další zápas reprezentace
| Datum       |       | Výsledek              | Soupeř        | Soutěž               | Místo utkání |
| 5. 11. 1994 | Česko | 3 : 2 (1:0, 1:0, 1:2) | DEL All stars | Deutschland Cup 1994 | Stuttgart    |

- Neoficiálni zápas české hokejové reprezentace

## Neoficiální zápas 1994/95
| Soupeř        | Zápasy | Výhry | Remízy | Prohry | Skóre |
| ------------- | ------ | ----- | ------ | ------ | ----- |
| DEL All stars | 1      | 1     | 0      | 0      | 3:2   |
| Celkem        | 1      | 1     | 0      | 0      | 3:2   |

## Bilance sezóny 1994/95
| Soupeř    | Zápasy | Výhry | Remízy | Prohry | Skóre |
| --------- | ------ | ----- | ------ | ------ | ----- |
| Finsko    | 3      | 2     | 0      | 1      | 6:5   |
| Kanada    | 3      | 2     | 0      | 1      | 8:5   |
| Německo   | 2      | 1     | 1      | 0      | 5:4   |
| Norsko    | 2      | 2     | 0      | 0      | 8:1   |
| Rakousko  | 1      | 1     | 0      | 0      | 5:2   |
| Rusko     | 4      | 2     | 1      | 1      | 11:8  |
| Slovensko | 3      | 3     | 0      | 0      | 18:7  |
| Švédsko   | 6      | 2     | 1      | 3      | 14:16 |
| Švýcarsko | 1      | 1     | 0      | 0      | 6:3   |
| USA       | 1      | 0     | 0      | 1      | 2:4   |
| Celkem    | 26     | 16    | 3      | 7      | 83:55 |

- zápas DEL All stars byl neoficiálni

## Přátelské mezistátní zápasy
Česko -  Německo	3:2 (0:1, 1:0, 2:1)
27. srpna 1994 - Liberec

Branky Česko: 39. Martin Procházka, 44. Roman Kaděra, 51. Tomáš Jelínek

Branky Německa: 10. Niederberger, 59. Franz.

Rozhodčí: Kaukonen (FIN) – Fedoročko, Padevět (CZE)

Vyloučení: 9:6 (0:2)

Diváků: 3 000
Česko: Jaromír Šindel – Milan Nedoma, Radek Měsíček, Antonín Stavjaňa, Jan Kruliš, Libor Procházka, Jan Vopat, Jaroslav Špaček, Petr Tejkl – Tomáš Jelínek, Jan Alinč, Radek Bělohlav – Jiří Zelenka, Milan Kastner, Pavel Geffert – Martin Smeták, Pavel Patera, Martin Procházka – Roman Kaděra, Král, Petr Folta.
Německo: Seliger – Mayr, Gulda, Kunce, Niederberger, Meyer, Bresagk, Lehner, Amann – Handrick, Reichel, Brockmann – Hilger, Hock, Franz – Kopf, Serikow, Pyka – Hegen, Abstreiter, Sandner.

 Česko -  Německo	2:2 (1:1, 0:0, 1:1)
28. srpna 1994 - Děčín	

Branky Česko: Jan Alinč, Antonín Stavjaňa

Branky Německa: Sandner, Pyka.

Rozhodčí: Kaukonen (FIN) – Fedoročko, Padevět (CZE)

Vyloučení: 5:7 (1:1)

Diváků: 2 200
Česko: Roman Turek – Milan Nedoma, Radek Měsíček, Antonín Stavjaňa, Jan Kruliš, Jaroslav Špaček, Petr Tejkl, Jan Vopat, Libor Procházka – Tomáš Jelínek, Jan Alinč, Radek Bělohlav – Jiří Zelenka, Milan Kastner, Pavel Geffert – Roman Kaděra, Roman Horák, Petr Folta – Viktor Ujčík, Pavel Patera, Martin Procházka.
Německo: Merk – Lehner, Mayr, Niederberger, Amann, Meyer, Kunce, Gulda, Bresagk – Handrick, Reichel, Brockmann – Franz, Hock, Hilger – Pyka, Serikow, Köpf – Sandner, Hegen, Abstreiter.

 Česko -  Slovensko	7:4 (3:1, 3:1, 1:2)
30. srpna 1994 - Bratislava	

Branky Česko: Viktor Ujčík, Antonín Stavjaňa, Radek Bělohlav, Roman Kaděra, Jan Alinč, Pavel Patera, Pavel Geffert

Branky Slovenska: 2x Zdeno Cíger, 2x Ľubomír Kolník

Rozhodčí: Karas (POL) – Mihálik, Šulla (SVK)

Vyloučení: 2:5 (1:0)

Diváků: 2 500 diváků
Česko: Radovan Biegl – Milan Nedoma, Radek Měsíček, Antonín Stavjaňa, Jan Kruliš, Libor Procházka, Jan Vopat, Jaroslav Špaček, Petr Tejkl – Tomáš Jelínek, Jan Alinč, Radek Bělohlav – Martin Smeták, Král, Pavel Geffert – Viktor Ujčík, Pavel Patera, Martin Procházka – Roman Kaděra, Roman Horák, Petr Folta.
Slovensko: Eduard Hartmann (36. Michálek) – Stanislav Medřík, Ľubomír Sekeráš, Juraj Kledrowetz, Marián Smerčiak, Ladislav Čierny, Stanislav Jasečko – Ľubomír Kolník , Jozef Daňo, Zdeno Cíger – Roman Kontšek, Haščák, Branislav Jánoš – Pohorelec, Rusznyák, Voskár.

 Česko -  Kanada 4:0 (1:0, 1:0, 2:0)
14. dubna 1995 - Praha

Branky Česko: 1. Jiří Kučera, 25. Pavel Janků, 46. Viktor Ujčík, 60. Jan Alinč.

Branky Kanady: nikdo

Rozhodčí: Rejthar – Barvíř, Český (CZE)

Vyloučení: 5:6

Diváků: 3 360
Česko: Roman Turek – Libor Procházka, František Kaberle, Antonín Stavjaňa, Josef Řezníček, Jaroslav Špaček, Ivan Vlček, Petr Kuchyňa, Jan Vopat – Martin Smeták, Pavel Patera, Martin Procházka – Pavel Janků, Jiří Kučera, Tomáš Sršeň – Viktor Ujčík, Jan Alinč, Pavel Geffert – Jiří Šejba, Roman Horák, Radek Bělohlav.
Kanada: Hirsch – Schlegel, Andrusak, Heward, Tutt, Aucoin, Wotton, Widmer, Allen – Jackson, Chabot, Jomphe – Sherven, Borsato, Fraser – Kesa, Kaufmann, Maneluk – Bright, Smith, Alston.

 Česko -  Švédsko	2:3 (1:0, 1:1, 0:2)
18. dubna 1995 - Litvínov

Branky Česko: 4. Jan Alinč, 22. Otakar Vejvoda

Branky Švédska: 38. J. Johansson, 51. Alfredsson, 53. Eklund.

Rozhodčí: Ingman (FIN) – Barvíř, Český (CZE)

Vyloučení: 3:6

Diváků: 4 000
Česko: Roman Čechmánek – Ivan Vlček, Josef Řezníček, Petr Kuchyňa, Jan Vopat, Jiří Vykoukal, František Kaberle, Antonín Stavjaňa, Bedřich Ščerban – Viktor Ujčík, Jan Alinč, Pavel Geffert – Jiří Šejba, Jiří Dopita, Richard Žemlička – Otakar Vejvoda, Pavel Patera, Martin Procházka – Martin Smeták, Martin Hosták, Roman Meluzín.
Švédsko: Östlund – Sjödin, H. Jonsson, Franzén, Ragnarsson, Nordmark, Rohlin, Nord, Ölsson – M. Johansson, Örnskog, Hansson – Alfredsson, Larsson, A. Johansson – Eklund, Nilsson, Huusko – Forslund, J. Johnsson, Dackell.

 Česko -  Švédsko	3:2 (0:2, 1:0, 2:0)
19. dubna 1995 - Praha

Branky Česko: 30. Jiří Vykoukal, 52. Radek Bělohlav, 54. Roman Meluzín

Branky Švédska: 12. J. Johansson, 20. Ragnarsson.

Rozhodčí: Ingman (FIN) – Barvíř, Český (CZE)

Vyloučení: 5:6 (1:0)

Diváků: 6 000
Česko: Petr Bříza – Bedřich Ščerban, Jiří Vykoukal, Petr Kuchyňa, Jan Vopat, Antonín Stavjaňa, František Kaberle, Josef Řezníček, Ivan Vlček – Pavel Janků, Jiří Kučera, Roman Meluzín – Tomáš Sršeň, Jiří Dopita, Richard Žemlička – Otakar Vejvoda, Pavel Patera, Martin Procházka – Radek Bělohlav, Roman Horák, Pavel Geffert.
Švédsko: Nordström – Sjödin, Ragnarsson, Franzén, H. Jonsson, Nordmark, Rohlin, Nord, Olsson – M. Johansson, Örskog, Hansson – A. Johansson, Larsson, Alfredsson – Eklund, Nilsson, Huusko – Forslund, Johnsson, Dackell.